# آمبازون
آمبازون (به انگلیسی: Ambazone) با فرمول شیمیایی C۸H۱۱N۷S یک ترکیب شیمیایی با شناسه پاب‌کم ۱۵۴۹۱۵۸ است. که جرم مولی آن ۲۳۷٫۲۸ g/mol می‌باشد. شکل ظاهری این ترکیب، پودر قهوه‌ای تیره است.